# بوکووینا (استان لوبوسکی)
بوکووینا (استان لوبوسکی) (به لهستانی: Bukowina}} یک روستا در لهستان است که در گمینا تژبیل واقع شده‌است. بوکووینا ۵۰ نفر جمعیت دارد.